# Bestorting

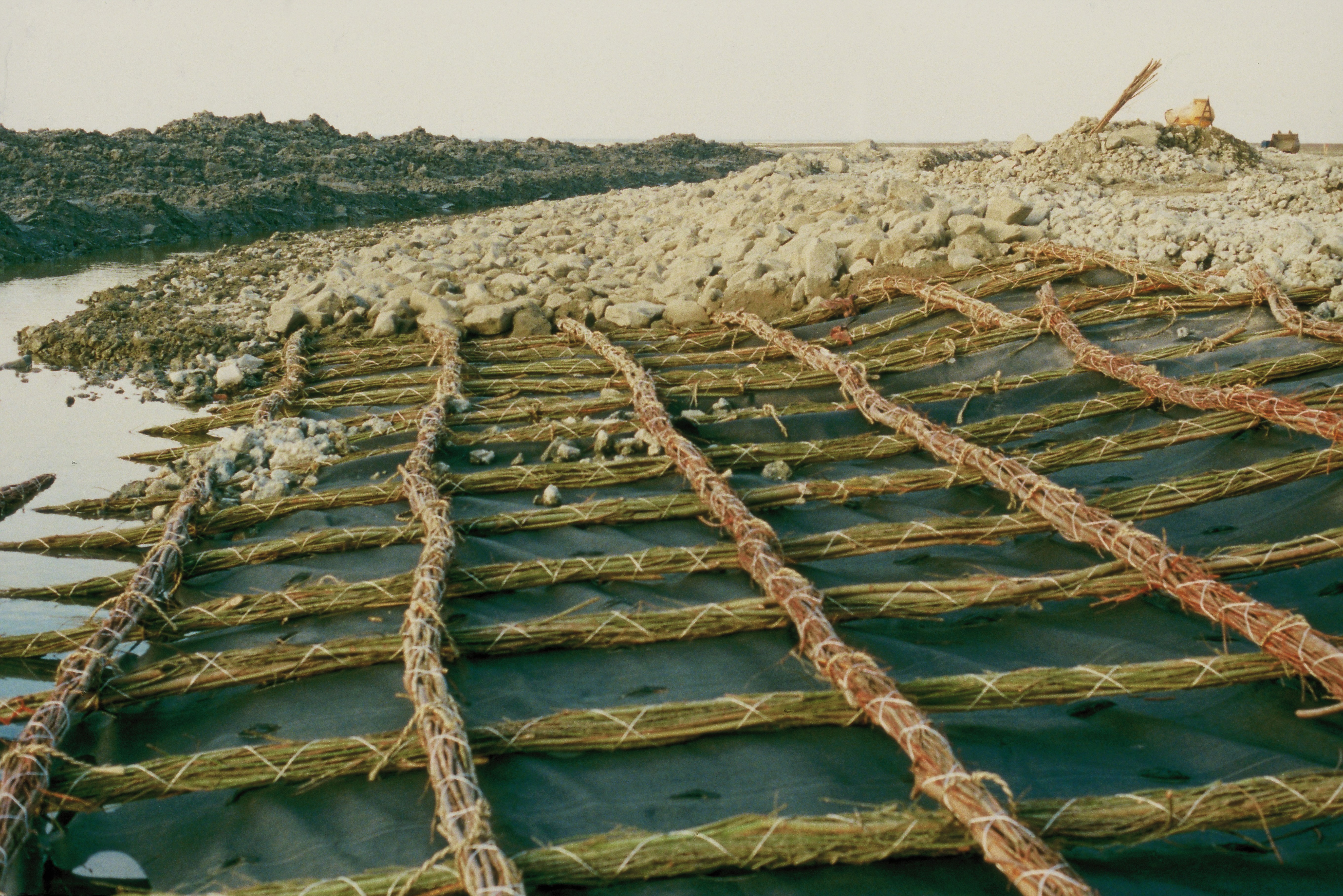
Bestorting op een zinkstuk

Een bestorting is een op een bodem of talud aangebrachte laag los materiaal, vaak waterbouwsteen (stortsteen, grind of puin) ter voorkoming van erosie of het opdrijven van de eigenlijke verdediging. Meestal wordt een bestorting aangebracht als bescherming tegen erosie door golven en of stroming. Het benodigde steengewicht kan bepaald worden met bijv. de Izbash-formule of de Shields-formule voor situaties met alleen stroming. Voor stabiliteit onder golven, of een combinatie van stroming en golven, is berekening van stabiliteit veel lastiger. Zie hiervoor de Rock. Manual of 